# جوزيف بيتر غريس سينيور
جوزيف بيتر غريس سينيور (بالإنجليزية: Joseph Peter Grace, Sr.)‏ هو لاعب البولو أمريكي، ولد في 9 يونيو 1872 في نك الكبرى ‏ في الولايات المتحدة، وتوفي في 15 يوليو 1950.